# جنگ استقلال اندونزی
انقلاب ملی اندونزی یا جنگ استقلال اندونزی (اندونزیایی: Revolusi Nasional Indonesia)، جنگی مسلحانه و سیاسی بین جمهوری اندونزی و امپراتوری هلند و یک انقلاب اجتماعی داخلی پس از جنگ و استعمار در این کشور بود. این انقلاب بعد از اعلان استقلال اندونزی در سال ۱۹۴۵ و به رسمیت شناختن استقلال اندونزی توسط هلند در پایان سال ۱۹۴۹ بوقوع پیوست. جنبش استقلال اندونزی که به عنوان «سال بیداری ملی» (Tahun Kebangkitan Bangsa) نیز از آن نام برده می‌شود در ماه مه ۱۹۰۸ شروع شد.
این مبارزه به مدت بیش از چهار سال ادامه داشت و شاهد درگیری‌های خونین نظامی، تحولات سیاسی و اجتماعی در داخل اندونزی و دو مداخله دیپلماتیک بین‌المللی بود. نیروهای نظامی هلندی توانستند شهرهای بزرگ، شهرها و دارایی‌های صنعتی متعلق به جمهوریخواهان در جاوه و سوماترا را به کنترل خودشان درآورند ولی آنها قادر نبودند که حومه این شهرها را کنترل کنند. در سال ۱۹۴۹، فشارهای بین‌المللی بر هلند به حدی رسید که در کنار ناکامی‌های نظامی که داشت مجبور شد استقلال اندونزی را به رسمیت بشناسد.
این انقلاب به حکومت استعماری هند شرقی هلند پایان داد ولی گینه نو هلند همچنان در زیر استعمار باقی ماند. با انقلاب در اندونزی کاست‌های قومی به‌طور قابل ملاحظه ای تغییر کرد و قدرت بسیاری از حاکمان محلی (راجا) کاهش یافت. پس از انقلاب اگر چه چند نفر از تجار در این کشور توانستند نقش مهمتری در اقتصاد داشته باشند ولی این انقلاب باعث نشد که وضعیت اقتصادی و سیاسی اکثریت مردم اندونزی بهتر شود.

## پیشینه
در نیمه اول قرن بیستم ناسیونالیسم در اندونزی و جنبش‌هایی که از استقلال این کشور از استعمار هلند حمایت می‌کردند، مانند بودی اتومو، حزب ملی اندونزی (PNI)، سارکات اسلام (Sarekat Islam) و حزب کمونیست اندونزی (PKI)، به سرعت رشد کرد. بودی اوتومو، سارکات اسلام و دیگران، با پیوستن به «شورای مردم» که توسط هلند ساخته شده بود، با استراتژی همکاری، امید داشتند که با این روش پیروز شوند. دیگر گروه‌ها با راهبری بر اساس عدم همکاری با استعمار هلند خواستار آزادی و خودگردانی مستعمره هند شرقی بودند. برجسته‌ترین رهبران در میان این گروه‌ها سوکارنو و محمد حتی، دو تن از رهبران دانشجویان وطن‌پرست بودند این دو تن از رفرم‌های آموزشی ناشی از التزام اخلاقی هلند به اندونزی بهره‌مند شده بودند.
اشغال اندونزی توسط ارتش امپراتوری ژاپن طی سه سال و نیم در طول جنگ جهانی دوم عامل مهمی در انقلاب بعدی بود. هلند توانایی کمی داشت که بتواند از مستعمره خود در برابر ارتش ژاپن دفاع کند و تنها طی سه ماه، ژاپنی‌ها هند شرقی را اشغال کردند. در جاوه و به میزانی کم در سوماترا (دو جزیره غالب اندونزی)، ژاپنی‌ها گسترش یافتند و احساسات ملی گرایانه اندونزیایی‌ها را تشویق کردند. گرچه این اقدامات ژاپنی‌ها بیشتر برای منافع سیاسی خودشان بود تا اینکه برای از حمایت استقلال اندونزی باشد، اما این حمایت باعث شد که نهادهای جدیدی در این کشور پدیدار شود که رهبرانی مانند سوکارنو از آنها ظاهر شدند. ژاپن در این دوره، بسیاری از زیرساخت‌های اقتصادی، اداری و سیاسی که هلند ایجاد کرده بود را منهدم و جایگزین کرد.
در ۷ سپتامبر ۱۹۴۴، در حالی که جنگ در اندونزی علیه ژاپن به پیش می‌رفت، کوئیسو Koiso نخست‌وزیر ژاپن قول داد استقلال اندونزی را می‌پذیرد ولی هیچ تاریخی را برای این کار مشخص نکرد. برای طرفداران سوکارنو، این موضع ژاپن به عنوان دلیلی بر عدم همکاری با ژاپن بود.

## اعلام استقلال

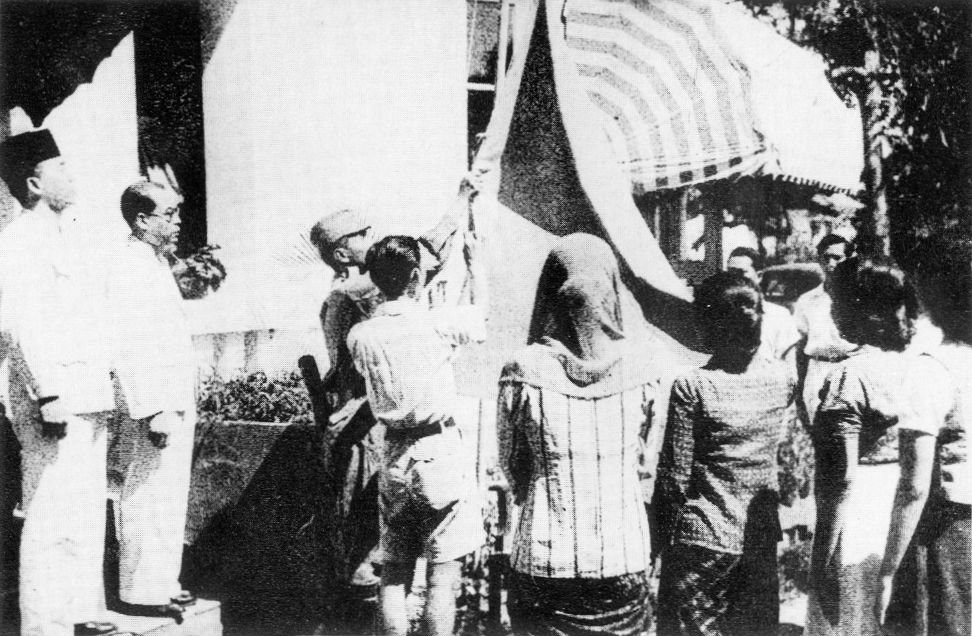
بندرا پوساکا، اولین پرچم اندونزی که در تاریخ ۱۷ اوت ۱۹۴۵ برافراشته شد.

در روز ۱۷ اوت ۱۹۴۵، دو روز پس از تسلیم امپراتور ژاپن در اقیانوس آرام، سوکارنو و حتی تحت فشارهای گروه‌های پمودا (جوانان) رادیکال و سیاسی، استقلال اندونزی را اعلام کردند. روز بعد، کمیته ملی مرکزی اندونزی (KNIP) سوکارنو را به عنوان رئیس‌جمهور اندونزی و حتی را به عنوان معاون رئیس‌جمهور انتخاب کرد.